# 100のモノが語る世界の歴史
100のモノが語る世界の歴史（100のものがかたるせかいのれきし、英語: A History of the World in 100 Objects）は、BBCラジオ4と大英博物館が共同企画し、大英博物館館長のニール・マグレガーが制作、出演した全100回のラジオ番組、およびそれが書籍化された図書と併催された展覧会の名称である。
平日に放送された15分間の番組内で、マクレガーは大英博物館に収蔵されている古代の遺物や産業機器、武器など、様々な所蔵美術品を用いて人類の歴史を辿った。番組は企画構想に4年をかけ、2010年1月18日にスタートし以降20週以上かけて放送された。番組終了後の2010年10月28日にはニール・マクレガーによる書籍『A History of the World in 100 Objects』がアレン・レーン社から刊行されており、番組と書籍の音声化版はダウンロード視聴も可能である。
大英博物館はこのプロジェクトで果たした役割が評価され、2011年のアート・ファンド賞を受賞した。
ラジオ番組から派生した『大英博物館展 -100のモノが語る世界の歴史』という巡回展が、2015年から2016年にかけて日本でも3会場で行われ、2015年4月18日から6月28日に東京の東京都美術館で、7月14日から9月6日に福岡（太宰府市）の九州国立博物館で、9月20日から翌2016年1月11日に神戸の神戸市立博物館で催された。また、2016年にはキャンベラのオーストラリア国立博物館で、2017年には中国北京、上海などでも巡回展が開催されている。

## 内容

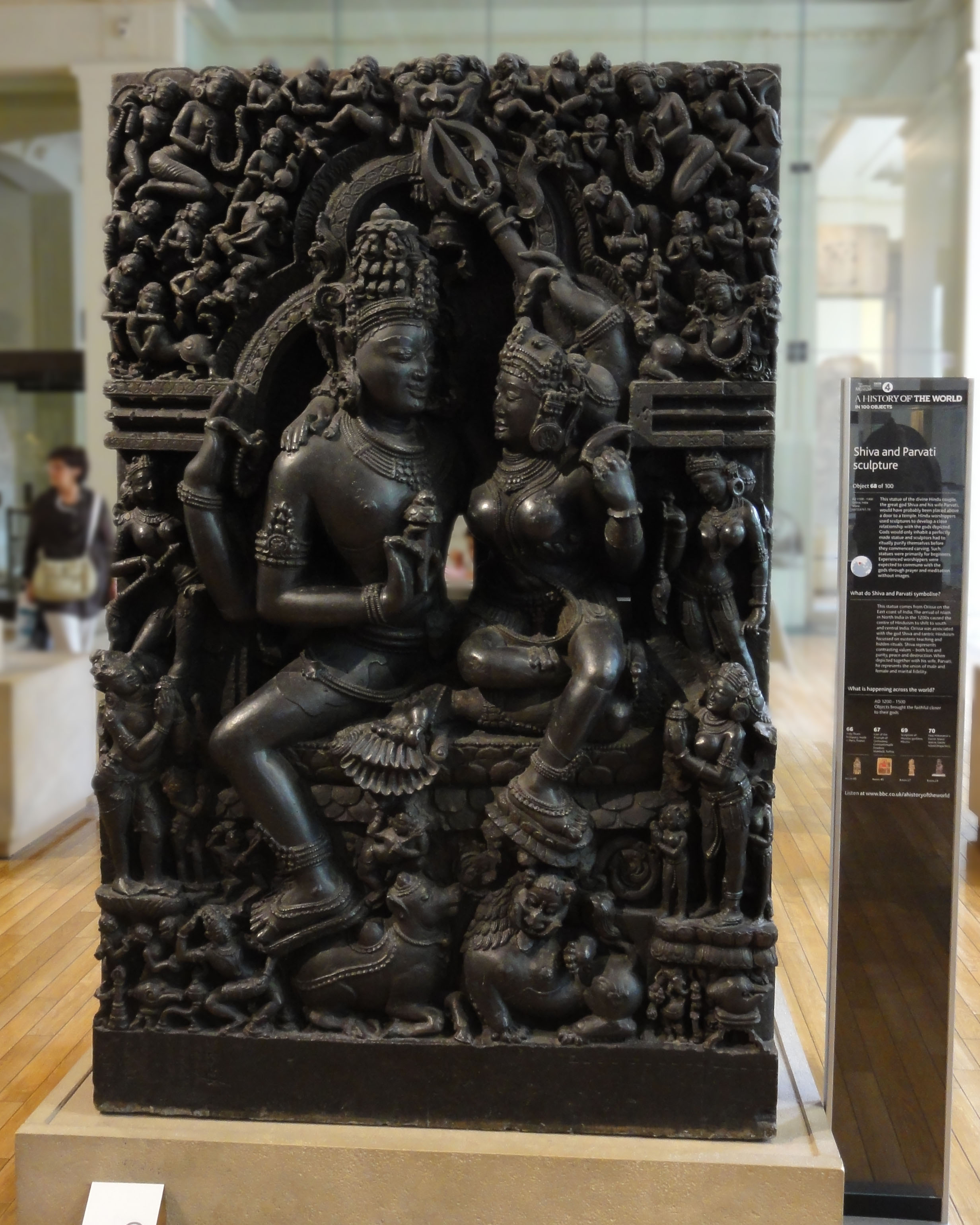
ラジオ番組情報と共に展示されているヒンドゥー教の神「68.シヴァとパールバティー彫像」。

番組は「BBCラジオ4の記念碑的なプロジェクト（デイリー・テレグラフ紙）」と評され、世界中から大英博物館に所蔵された100のモノを通して語られる「人間の歴史」であると紹介された。
「この番組で、私は時間を越え、地球中を回り、いかに私たち人間が2万年以上の年月をかけて世界を形作り、また私たち自身が形作られてきたのかを見ていきます。これを私は、これまで人間がつくってきたモノだけを通してお話いたします。注意深く考案され、崇められ守られ、やがて使用されて壊れ、打ち捨てられたモノたちです。土器から金色のガレオン船模型まで、石器からクレジットカードまで、様々な分野から100点だけを選びました。」

「モノを通して歴史を語るということは、それがエジプトのミイラであろうとクレジットカードであろうと、博物館が何のためにあるかを語ることでもあります。大英博物館は世界中から展示物を集めてきましたので、世界の歴史を語るのには悪くない場所です。もちろん、その歴史は世界の何か特定の事物についての歴史ではなく、「ある」歴史にしかならないでしょうが。
博物館にきた人々は、展示物の中から自分だけのモノを選び、時空を超えた自分だけの旅をします。ですが、私が思うに人々が本当に見つけるのは自分の歴史が他のあらゆる人の歴史と瞬間交わっていることであり、そのとき歴史は、もはや誰か特定の人物や国の歴史ではなく、終わりのないつながりの物語になるのです。」

番組スタートにあわせてウェブサイトも公開されたが、ガーディアン紙によれば「（ラジオ番組そのものよりも）さらに野心的で、閲覧者が実際に持っているモノを世界の歴史に当てはめようという」双方向コンテンツの他に、番組でとりあげられた100のモノの詳細な情報と、英国内の他の博物館にある計350点の所蔵物にもリンクが貼られたサイトであった。ラジオ番組そのものは、今後も恒久的に同サイトからダウンロード視聴が可能となる予定である。
大英博物館では、番組でとりあげられた100のモノを簡単に見つけられるような表示がしてあり、案内図にも100のモノの位置と番号が記されている。
2010年1月18日、BBC TwoのTV番組『ザ・カルチャー・ショー』では、ラジオ番組のスタートを記念した一時間の特集が放映された。
ラジオ番組は、第一部が2010年1月18日から2月26日までの6週間で放送され、やや期間をおいて2010年5月10から第二部第7週目が放送された。7月中旬に第二部が終了した後、2010年9月13日に第三部がスタート。2010年10月22日金曜日に、最後となる100番目のモノを紹介して番組は終了した。

## 評価
ガーディアン紙のメイヴ・ケネディは番組を「ラジオで放送された社会現象」と評し、BBCラジオの音響部門責任者ティム・デービーは、「その成果は驚くべきものというほかない」とコメントして番組への反響がBBCの期待した以上のものであったとの見方を示した。ケネディがガーディアンに記事を書いたのは番組最終週がはじまる直前であったが、番組リスナー数は一回平均400万人以上であり、ポッドキャストのダウンロード数は累計10,441,884回にも達していた。このうち半分以上にあたる570万ダウンロードがイギリス国内からのものであった。さらに一般市民からサイトに3240件の事物のアップロードがあり、なかでも最も数が多かったのがグラスゴーの歴史家ロバート・プールからのもので、グラスゴー市にまつわる事物のみ120点がアップロードされた。また大英博物館以外の博物館から1610点のアップロードがあった他、イギリス中の博物館と遺跡のサイト計531サイトからイベントへのリンクが貼られた。「まさに前代未聞の協力関係でした」とマクレガーは語っている。番組公開後、毎日何千人もの来館者が「100のモノ」のパンプレットを手に大英博物館のギャラリーを観覧するようになり、世界各国の博物館でその手法を踏襲しようという動きがみられる。
フィリップ・ヘンシャーはインデペンデント紙に寄稿して番組を「完璧なラジオ番組」と評価し、次のように述べている。「ラジオ4とBBCが製作した『100のモノが語る世界の歴史』ほど、人をわくわくさせる、掛け値なしに面白い番組がかつてあっただろうか? 今日まで生き延びてきた所蔵品を通して人間の文明化の歴史を辿る、シンプルで素晴らしいアイディアだ。わずか15分の番組で、我慢強く、寄り道せずに唯ひとつの物をとりあげ、紹介する。番組の終わりには視聴者は何かを学んだ気になれる。それも喜びと好奇心と共に。BBCは、今後何年もこの素晴らしい番組をその好例としてあげることができるだろう。BBCの初代会長ジョン・リース」の「知識と文化の伝播」という公共放送への考えをこれ以上ないほどに体現したものだ。」
歴史家・コラムニストのドミニク・サンドブルックは、デイリー・テレグラフ紙で「インテリが大喜びする」番組だと述べ、「ケネス・クラークの『西洋美術史探訪』やジェイコブ・ブロノフスキーの『人間の進歩』といった古典的名作TV番組にならぶ価値がある」と評価している。

## 100のモノ

### 何がわれわれを人間にしたのか（200万年前-紀元前9000年）
「何がわれわれを人間にしたのか？ニール・マクレガーが最初期のモノを通して解き明かします。」初回放送：2010年1月18日。
| 画像 | 番号 | 名称                                       | 場所                      | 年代              | BBCサイト | 大英博物館サイト | 解説・コメント                                                        |
| ---- | ---- | ------------------------------------------ | ------------------------- | ----------------- | --------- | ---------------- | --------------------------------------------------------------------- |
|      | 1    | ホルネジュイテフのミイラ                   | エジプト                  | 前300年 – 200年   | BBC       | BM               | アマルティア・セン、ジョン・テイラー                                  |
|      | 2    | オルドゥヴァイの石のチョッピング・トゥール | タンザニア オルドゥヴァイ | 200万 – 180万年前 | BBC       | BM               | サー・デイビッド・アッテンボロー、ワンガリ・マータイ                  |
|      | 3    | オルドゥヴァイの手斧                       | タンザニア オルドゥヴァイ | 140万 – 120万年前 | BBC       | BM               | サー・ジェームズ・ダイソン、 フィル・ハーディング、ニック・アシュトン |
|      | 4    | 泳ぐトナカイ                               | フランス                  | 1万3000年前       | BBC       | BM               | ローワン・ウィリアムズ、スティーヴン ミズン                           |
|      | 5    | クローヴィス尖頭器                         | アメリカ ニューメキシコ州 | 1万3000年前       | BBC       | BM               | マイケル・ペイリン、ゲイリー・ヘインズ                                |

### 氷河期後食べ物（紀元前9000-前3000年）
「農耕はなぜ氷河期の後に始まったのか？手がかりは残された物の中にある。」初回放送：2010年1月25日。
| 画像 | 番号 | 名称                               | 場所               | 年代             | BBCサイト | 大英博物館サイト | 解説・コメント                                                 |
| ---- | ---- | ---------------------------------- | ------------------ | ---------------- | --------- | ---------------- | -------------------------------------------------------------- |
|      | 6    | 鳥をかたどった乳棒                 | パプアニューギニア | 8000-4000年前    | BBC       | BM               | マドハール・ジャフリー、ボブ・ゲルドフ、マーティン・ジョーンズ |
|      | 7    | アイン・サクリの恋人たち           | イスラエル         | 約1万1000年前    | BBC       | BM               | マーク・クイン、イアン・ホッダー                               |
|      | 8    | エジプトの牛の粘土模型             | エジプト           | 紀元前3500年ごろ | BBC       | BM               | フェクリ・ハッサン、マーティン・ジョーンズ                     |
|      | 9    | マヤ族に伝わるトウモロコシの神の像 | ホンジュラス       | 715年            | BBC       | BM               | サンチャゴ・カルバ、ジョン・ストーラー                         |
|      | 10   | 縄文の壺                           | 日本               | 紀元前5000年ごろ | BBC       | BM               | サイモン・ケイナー、土肥孝                                     |

### 最初の都市と国家（紀元前4000-2000年）
「人々が村から都市に移ったとき何が起こったか？5つのモノが語る物語。」初回放送：2010年2月1日
| 画像 | 番号 | 名称                     | 場所                                    | 年代            | BBCサイト | 大英博物館サイト | 解説・コメント                                 |
| ---- | ---- | ------------------------ | --------------------------------------- | --------------- | --------- | ---------------- | ---------------------------------------------- |
|      | 11   | デン王のサンダル・ラベル | エジプト                                | 前2985年ごろ    | BBC       | BM               | トビー・ウィルキンソン、スティーブ・ベル       |
|      | 12   | ウルのスタンダード       | イラク                                  | 前2600 – 2400年 | BBC       | BM               | ラミア・アルガイラニ、アンソニー・ギデンズ     |
|      | 13   | インダスの印章           | パキスタン                              | 前2600 – 1900年 | BBC       | BM               | リチャード・ロジャース、ナヤンジョット・ラヒリ |
|      | 14   | ヒスイの斧               | イングランド （ヒスイはアルプス山脈産） | 前4000 – 2000年 | BBC       | BM               | マーク・エドモンズ、ピエール・ペトルキャン     |
|      | 15   | 初期の書字板             | イラク                                  | 前3100 – 3000年 | BBC       | BM               | ガス・オドネル、 ジョン・シール                |

### 科学と文学の始まり（紀元前1500-前700年）
「4000年前、社会は神話と数学、記念碑を使って自己表現を始めた。」初回放送：2010年2月8日
| 画像 | 番号 | 名称                                  | 場所                | 年代              | BBCサイト | 大英博物館サイト | 解説・コメント                                               |
| ---- | ---- | ------------------------------------- | ------------------- | ----------------- | --------- | ---------------- | ------------------------------------------------------------ |
|      | 16   | フラッド・タブレット-洪水を語る粘土板 | イラク              | 前700 – 600年     | BBC       | BM               | デイヴィッド・ダムロシュ、ジョナサン・サックス               |
|      | 17   | リンド数学パピルス                    | エジプト            | 紀元前1550年ごろ  | BBC       | BM               | エリナー・ロブソン、クライブ・リックス                       |
|      | 18   | ミノアの牡牛跳び                      | ギリシャ クレタ島   | 紀元前1700–1450年 | BBC       | BM               | セルヒオ・デルガード、ルーシー・ブルー                       |
|      | 19   | モールドの黄金のケープ                | イギリス ウェールズ | 紀元前1900–1600年 | BBC       | BM               | メアリー・カーヒル、マリー・ルイーズ・スティグ・セーレンセン |
|      | 20   | ラムセス2世像                         | エジプト            | 紀元前1250年ごろ  | BBC       | BM               | アントニー・ゴームリー、カレン・エクセル                     |

### 旧世界、新興勢力（紀元前1100年-前300年）
「世界各地で、新興勢力が自らの優位性を誇示する物をつくりはじめた。」初回放送：2010年2月15日
| 画像 | 番号 | 名称                   | 場所     | 年代                  | BBCサイト | 大英博物館サイト | 解説・コメント                               |
| ---- | ---- | ---------------------- | -------- | --------------------- | --------- | ---------------- | -------------------------------------------- |
|      | 21   | ラキシュのレリーフ     | イラク   | 紀元前700年 – 前692年 | BBC       | BM               | パディ・アシュダウン、アントニー・ビーヴァー |
|      | 22   | タハルコのスフィンクス | スーダン | 紀元前680年ごろ       | BBC       | BM               | ゼイナブ・バダウィ、デレク・ウェルズビー     |
|      | 23   | 中国の周の祭器         | 中国     | 紀元前1100年–前1000年 | BBC       | BM               | デイム・ジェシカ・ローソン、汪涛 (Wang Tao)  |
|      | 24   | パラカスの布           | ペルー   | 紀元前300年–前200年   | BBC       | BM               | ザンドラ・ローズ、メアリー・フレイム         |
|      | 25   | クロイソスの金貨       | トルコ   | 紀元前550年ごろ       | BBC       | BM               | ジェイムズ・バカン、ポール・クラドック       |

### 孔子の時代の世界（紀元前500-前300年）
「古代の神殿彫刻やフラゴン（酒壺）は、偉大な人物が遺した書物ほどにものを言うだろうか?」初回放送：2010年2月22日
| 画像 | 番号 | 名称                     | 場所         | 年代            | BBCサイト | 大英博物館サイト | 解説・コメント                             |
| ---- | ---- | ------------------------ | ------------ | --------------- | --------- | ---------------- | ------------------------------------------ |
|      | 26   | オクソスの二輪馬車の模型 | タジキスタン | 紀元前500–300年 | BBC       | BM               | マイケル・アックスワージー、トム・ホランド |
|      | 27   | パルテノンの彫刻         | ギリシャ     | 紀元前440年ごろ | BBC       | BM               | メアリー・ビアード、オルガ・パラギア       |
|      | 28   | バス・ユッツのフラゴン   | フランス     | 紀元前450年ごろ | BBC       | BM               | ジョナサン・メイズ、バリー・カンリフ       |
|      | 29   | オルメカの石の仮面       | メキシコ     | 紀元前900–400年 | BBC       | BM               | カルロス・フエンテス、カール・タウベ       |
|      | 30   | 中国の銅鈴               | 中国         | 紀元前500–400年 | BBC       | BM               | エヴェリン・グレニー、イザベル・ヒルトン   |

### 帝国の建設者たち（紀元前300-後1年）
「ニール・マクレガーが送る、100のモノが語る世界の歴史。今週は今から2000年ほど前に世界各地にあらわれた偉大なる支配者たちを紹介します。」初回放送：2010年5月17日
| 画像 | 番号 | 名称                               | 場所     | 年代            | BBCサイト | 大英博物館サイト | 解説・コメント                                 |
| ---- | ---- | ---------------------------------- | -------- | --------------- | --------- | ---------------- | ---------------------------------------------- |
|      | 31   | アレクサンドロスの顔が刻まれた硬貨 | トルコ   | 紀元前305–281年 | BBC       | BM               | アンドルー・マール、ロビン・レーン・フォックス |
|      | 32   | アショーカの石柱                   | インド   | 紀元前238年ごろ | BBC       | BM               | アマルティア・セン、マイケル・ラトランド       |
|      | 33   | ロゼッタ・ストーン                 | エジプト | 紀元前196年     | BBC       | BM               | ドロシー・トンプソン、アーダフ・スエイフ       |
|      | 34   | 漢代の中国の漆器                   | 中国     | 4年             | BBC       | BM               | ロエル・ステルクス、イザベル・ヒルトン         |
|      | 35   | アウグストゥスの頭部像             | スーダン | 紀元前27–25年   | BBC       | BM               | ボリス・ジョンソン、スーザン・ウォーカー       |

### 古代の快楽、近代の香辛料（1-600年）
「2000年前の人々はどのように快楽を求めていたのか？ニール・マクレガーがその答えを探ります。」初回放送：2010年5月24日。
| 画像 | 番号 | 名称                       | 場所         | 年代              | BBCサイト | 大英博物館サイト | 解説・コメント                                 |
| ---- | ---- | -------------------------- | ------------ | ----------------- | --------- | ---------------- | ---------------------------------------------- |
|      | 36   | ウォレン・カップ           | イスラエル   | 5–15年            | BBC       | BM               | ベタニー・ヒューズ、ジェームズ・ダビッドソン   |
|      | 37   | 北米のカワウソのパイプ     | アメリカ     | 紀元前200–後100年 | BBC       | BM               | トニー・ベン、ガブリエル・タヤック             |
|      | 38   | 球技に使われる儀式用ベルト | メキシコ     | AD 100 – 500      | BBC       | BM               | ニック・ホーンビィ、マイケル・ウィッティントン |
|      | 39   | 女史箴図                   | 中国         | 500–800年         | BBC       | BM               | シェイン・マコーズランド、チャールズ・パウエル |
|      | 40   | ホクスンの銀製胡椒入れ     | イングランド | 350–400年         | BBC       | BM               | クリスティン・マクファデン、ロベルタ・トマー   |

### 世界宗教の興隆（200-600年）
「数多くの偉大な宗教的イメージがいつどのようにして成立していったのか、ニール・マクレガーが迫ります。」初回放送：2010年5月31日。
| 画像 | 番号 | 名称                                 | 場所         | 年代      | BBCサイト | 大英博物館サイト | 解説・コメント                                    |
| ---- | ---- | ------------------------------------ | ------------ | --------- | --------- | ---------------- | ------------------------------------------------- |
|      | 41   | ガンダーラの仏坐像                   | パキスタン   | 100–300年 | BBC       | BM               | クロディーヌ・バウツェ=ピクロ、トゥプテン・ジンパ |
|      | 42   | クマーラグプタ1世の金貨              | インド       | 415–450年 | BBC       | BM               | ロミラ・サパー、シャウナカ・リシ・ダス            |
|      | 43   | シャープール2世の絵皿                | イラン       | 309–379年 | BBC       | BM               | トム・ホランド、ギティ・アザーパイ                |
|      | 44   | ヒントン・セントメアリーのモザイク画 | イングランド | 300–400年 | BBC       | BM               | エーヴリル・キャメロン、イーモン・ダフィ          |
|      | 45   | アラビアのブロンズの手               | イエメン     | 100–300年 | BBC       | BM               | ジェレミー・フィールド、フィリップ・ジェンキンズ  |

### シルクロードとその先へ（400-700年）
「大英博物館に収められた5つの物が、モノと思想の"移動"の歴史を語る。」初回放送：2010年6月7日。
| 画像 | 番号 | 名称                     | 場所         | 年代      | BBCサイト | 大英博物館サイト | 解説・コメント                                 |
| ---- | ---- | ------------------------ | ------------ | --------- | --------- | ---------------- | ---------------------------------------------- |
|      | 46   | アブド・アルマリクの金貨 | シリア       | 696–697年 | BBC       | BM               | マダウィ・アル・ラシード、ヒュー・ケネディ     |
|      | 47   | サットン・フーの兜       | イングランド | 600–700年 | BBC       | BM               | シェイマス・ヒーニー, アンガス・ウェインライト |
|      | 48   | モチェの戦士の壺         | ペルー       | 100–700年 | BBC       | BM               | グレイソン・ペリー、ステーヴン・ブルジェ       |
|      | 49   | 新羅の屋根瓦             | 韓国慶州市   | 700–800年 | BBC       | BM               | ジェイン・ポータル、崔光植                     |
|      | 50   | 蚕種西漸図               | 中国         | 600–800年 | BBC       | BM               | ヨーヨー・マ、コリン・サブロン                 |

### 宮殿の内部-宮廷内の秘密（700-950年）
「1200年前の支配者たちの生活はどのようなものだったのか？その内幕にニール・マクレガーが迫ります。」初回放送：2010年6月14日。
| 画像 | 番号 | 名称                       | 場所                    | 年代      | BBCサイト | 大英博物館サイト | 解説・コメント                                   |
| ---- | ---- | -------------------------- | ----------------------- | --------- | --------- | ---------------- | ------------------------------------------------ |
|      | 51   | 放血するマヤ王妃のレリーフ | メキシコ                | 700–750年 | BBC       | BM               | スージー・オーバック、ヴァージニア・フィールズ   |
|      | 52   | ハレム宮の壁画の断片       | イラク                  | 800–900年 | BBC       | BM               | ロバート・アーウィン、アミーラ・ベニソン         |
|      | 53   | ロタール・クリスタル       | おそらくドイツ          | 855–869年 | BBC       | BM               | ビンガム卿、ロザモンド・マッキターリック         |
|      | 54   | ターラー像                 | スリランカ サリハンダム | 700–900年 | BBC       | BM               | リチャード・ゴンブリッチ、ニラ・ウィクラマシンジ |
|      | 55   | 唐の副葬品                 | 中国                    | 728年ごろ | BBC       | BM               | アンソニー・ハワード、オリヴァー・ムーア         |

### 巡礼、侵略者、貿易商人たち（900-1300年）
「1000年前、貿易や戦争、宗教によって、物はどのようかに地球上を移動したのか。」初回放送：2010年6月21日。
| 画像 | 番号 | 名称                     | 場所                    | 年代        | BBCサイト | 大英博物館サイト | 解説・コメント                                             |
| ---- | ---- | ------------------------ | ----------------------- | ----------- | --------- | ---------------- | ---------------------------------------------------------- |
|      | 56   | ヴァイキングのお宝       | イングランド            | 927年ごろ   | BBC       | BM               | マイケル・ウッド、デイヴィッドとアンドリュー・ウィラン父子 |
|      | 57   | ヘドウィグ・ビーカー     | おそらくシリア          | 1100–1200年 | BBC       | BM               | ジョナサン・ライリー＝スミス、デイヴィッド・アブラフィア   |
|      | 58   | 日本の銅鏡               | 日本（山形県羽黒山出土) | 1100–1200年 | BBC       | BM               | イアン・ブルマ、原田昌幸                                   |
|      | 59   | ボロブドゥールの仏像頭部 | インドネシア ジャワ島   | 780–840年   | BBC       | BM               | スティーヴン・バチュラー、ナイジェル・バーリー             |
|      | 60   | キルワの陶片             | タンザニア              | 900–1400年  | BBC       | BM               | ベルトラム・マプンダ、アブドルラザク・グルノー             |

### ステータスシンボルの時代（1200-1400年）
「熟練の技術によって作られた、社会的地位を示す物たちをニール・マクレガーが解析します。」初回放送：2010年6月28日。
| 画像 | 番号 | 名称                     | 場所                                             | 年代        | BBCサイト | 大英博物館サイト | 解説・コメント                                     |
| ---- | ---- | ------------------------ | ------------------------------------------------ | ----------- | --------- | ---------------- | -------------------------------------------------- |
|      | 61   | ルイス島のチェス駒       | スコットランドで発見（おそらくノルウェーで製作） | 1150–1200年 | BBC       | BM               | マーティン・エイミス、ミリ・リビン                 |
|      | 62   | ヘブライのアストロラーベ | スペイン                                         | 1345–1355年 | BBC       | BM               | ジョン・エリオット、ジルケ・アッカーマン           |
|      | 63   | イフェの頭像             | ナイジェリア                                     | 1400–1500年 | BBC       | BM               | ベン・オクリ、ババトゥンデ・ラワル                 |
|      | 64   | ディヴィッドの花瓶       | 中国                                             | 1351年      | BBC       | BM               | ジェニー・アグロウ、クレイグ・クルナス             |
|      | 65   | タイノ族儀礼用の椅子     | カリブ海地域 サントドミンゴ                      | 1200–1500年 | BBC       | BM               | ホセ・オリヴァー、ガブリエル・ハスリップ＝ヴィエラ |

### 神々に出会う（1200-1400年）
「神々を信ずる者たちは、いかに神々に近づいていったのか？。」初回放送：2010年7月5日。
| 画像 | 番号 | 名称                                     | 場所              | 年代         | BBCサイト | 大英博物館サイト | 解説・コメント                                           |
| ---- | ---- | ---------------------------------------- | ----------------- | ------------ | --------- | ---------------- | -------------------------------------------------------- |
|      | 66   | ホーリー・ソーン聖遺物箱                 | フランス          | 1350–1400年  | BBC       | BM               | シスター・ベネディクタ・ウォード、アーサー・ロッシュ尊師 |
|      | 67   | 「正教勝利」のイコン                     | トルコ            | AD 1350–1400 | BBC       | BM               | ビル・ヴィオラ、ディアミッド・マカロック                 |
|      | 68   | シヴァとパールヴァティー彫像             | インド            | 1100–1300年  | BBC       | BM               | シャウナカ・リシ・ダス、カレン・アームストロング         |
|      | 69   | ワステカの女神像（トラソルテオトル彫像） | メキシコ          | 900–1521年   | BBC       | BM               | マリーナ・ウォーナー、キム・リクター                     |
|      | 70   | イースター島のホア・ハカナナイア像       | チリ イースター島 | 1000–1200年  | BBC       | BM               | アンソニー・カロ、スティーヴン・フーパー                 |

### 近代世界の黎明（1375-1550年）
「近代の黎明期における世界の大帝国をニール・マクレガーが探ります。」初回放送：2010年9月13日。
| 画像 | 番号 | 名称                            | 場所       | 年代        | BBCサイト | 大英博物館サイト | 解説・コメント                                           |
| ---- | ---- | ------------------------------- | ---------- | ----------- | --------- | ---------------- | -------------------------------------------------------- |
|      | 71   | スレイマン大帝のトゥグラ        | トルコ     | 1520–1566年 | BBC       | BM               | エリフ・シャファク、キャロライン・フィンケル             |
|      | 72   | 明の紙幣                        | 中国       | 1375年      | BBC       | BM               | マーヴィン・キング、ティモシー・ブルック                 |
|      | 73   | インカ黄金のリャマ像            | ペルー     | 1500年ごろ  | BBC       | BM               | ジャレド・ダイアモンド、ガブリエル・ラモン               |
|      | 74   | ウルグ・ベク所有-ヒスイの龍の杯 | 中央アジア | 1420–1449年 | BBC       | BM               | ベアトリス・フォーブス・マンズ、ハミッド・イスマイロフ   |
|      | 75   | デューラーの『犀』              | ドイツ     | 1515年      | BBC       | BM               | マーク・ピルグリム、フェリペ・フェルナンデス＝アルメスト |

### 最初の世界経済（1450-1600年）
「1450年から1600年に行われた旅行、通商そして征服が与えた影響の跡をニール・マクレガーが辿ります。」初回放送：2010年9月20日。
| 画像 | 番号 | 名称                                    | 場所                             | 年代        | BBCサイト | 大英博物館サイト | 解説・コメント                                         |
| ---- | ---- | --------------------------------------- | -------------------------------- | ----------- | --------- | ---------------- | ------------------------------------------------------ |
|      | 76   | ガレオン船からくり模型                  | ドイツ                           | 1585年ごろ  | BBC       | BM               | リサ・ジャーディン、クリストファー・ドブズ             |
|      | 77   | ベニン・プラーク - オバとヨーロッパ商人 | ナイジェリア                     | 16世紀      | BBC       | BM               | ソカリ・ダグラス・キャンプ、ウォーレ・ショインカ       |
|      | 78   | 双頭の蛇                                | メキシコ                         | 15–16世紀   | BBC       | BM               | レベッカ・ステイシー、アドリアーナ・ディアス＝エンシソ |
|      | 79   | 柿右衛門の象                            | 日本                             | 17世紀後半  | BBC       | BM               | ミランダ・ロック、14代目 酒井田柿右衛門                |
|      | 80   | ピース・オブ・エイト                    | ボリビアで発見（スペインで造幣） | 1589–1598年 | BBC       | BM               | トゥティ・プラド、ウィリアム・バーンスタイン           |

### 寛容と不寛容（1500-1700年）
「16世紀と17世紀、大宗教がいかに共存しえたのか、ニール・マクレガーがお伝えします。」初回放送：2010年9月27日。
| 画像 | 番号 | 名称                            | 場所                  | 年代        | BBCサイト | 大英博物館サイト | 解説・コメント                                       |
| ---- | ---- | ------------------------------- | --------------------- | ----------- | --------- | ---------------- | ---------------------------------------------------- |
|      | 81   | シーア派の儀仗                  | イラン                | 17世紀後半  | BBC       | BM               | ハレ・アフシャル、ホセイン・プルタマスビ             |
|      | 82   | ムガールの王子の細密画          | インド                | 1610年ごろ  | BBC       | BM               | アソーク・クマール・ダス、アマン・ナート             |
|      | 83   | ビーマの影絵人形                | インドネシア ジャワ島 | 1600–1800年 | BBC       | BM               | スマルサム、歐大旭                                   |
|      | 84   | メキシコの古地図                | メキシコ              | 16世紀後半  | BBC       | BM               | サミュエル・エドガートン、フェルナンド・セルバンテス |
|      | 85   | 宗教改革100周年記念パンフレット | ドイツ                | 1617年      | BBC       | BM               | カレン・アームストロング、イアン・ヒスロップ         |

### 探検、開拓、啓蒙（1680–1820年）
「異なる世界同士が出会ったときに起きた衝突と誤解について、ニール・マクレガーが探ります。」初回放送：2010年10月4日。
| 画像 | 番号 | 名称                       | 場所                             | 年代     | BBCサイト | 大英博物館サイト | 解説・コメント                             |
| ---- | ---- | -------------------------- | -------------------------------- | -------- | --------- | ---------------- | ------------------------------------------ |
|      | 86   | アカンの太鼓               | アメリカで発見（アフリカで製作） | 18世紀   | BBC       | BM               | ボニー・グリア、アンソニー・アッピア       |
|      | 87   | ハワイの羽根の兜           | アメリカ ハワイ州                | 18世紀   | BBC       | BM               | ニコラス・トーマス、カイル・ナカネルア     |
|      | 88   | 北米の鹿革製地図           | アメリカ                         | 1774-5年 | BBC       | BM               | マルコム・ルイス、デイヴィッド・エドマンズ |
|      | 89   | オーストラリアの樹皮製の楯 | オーストラリア                   | 1770年   | BBC       | BM               | フィル・ゴードン、マリア・ニュージェント   |
|      | 90   | ヒスイの璧                 | 中国                             | 1790年   | BBC       | BM               | ジョナサン・スペンス、楊煉                 |

### 大量生産と大衆運動（1780-1914年）
「産業化、大衆政治と列強の野望は、世界をどのように変えたのか。」初回放送：2010年10月11日。
| 画像 | 番号 | 名称                           | 場所         | 年代          | BBCサイト | 大英博物館サイト | 解説・コメント                               |
| ---- | ---- | ------------------------------ | ------------ | ------------- | --------- | ---------------- | -------------------------------------------- |
|      | 91   | ビーグル号のクロノメーター     | イングランド | 1795–1805年   | BBC       | BM               | ナイジェル・スリフト、スティーブ・ジョーンズ |
|      | 92   | 初期ヴィクトリア朝ティーセット | イギリス     | 1840–1845年   | BBC       | BM               | セリーナ・フォックス、モニク・シモンズ       |
|      | 93   | 北斎『神奈川沖浪裏』           | 日本         | 1829–32年ごろ | BBC       | BM               | クリスティン・グース、ドナルド・キーン       |
|      | 94   | スーダンの木鼓                 | スーダン     | 19世紀        | BBC       | BM               | ドミニク・グリーン、ザイナブ・バダウィ       |
|      | 95   | 女性参政権を求めるペニー硬貨   | イギリス     | 1903年        | BBC       | BM               | フェリシティ・パウエル、ヘレナ・ケネディ     |

### 現代がつくりだす物の世界（1914-2010年）
「ニール・マクレガーが、セックス、政治、経済の各側面から近現代の歴史を辿ります。」初回放送：2010年10月18日。
| 画像                       | 番号 | 名称                                         | 場所             | 年代   | BBCサイト | 大英博物館サイト | 解説・コメント                                             |
| -------------------------- | ---- | -------------------------------------------- | ---------------- | ------ | --------- | ---------------- | ---------------------------------------------------------- |
|                            | 96   | ロシア革命の絵皿（ミハイル・アダモヴィチ作） | ロシア           | 1921年 | BBC       | BM               | エリック・ホブズボーム、ミハイル・ピオトロフスキー         |
| See en:In the dull village | 97   | ホックニーの『退屈な村で』                   | イギリス         | 1966年 | BBC       | BM               | シャミ・チャクラバティ、デイヴィッド・ホックニー           |
|                            | 98   | 武器でつくられた王座                         | モザンビーク     | 2001年 | BBC       | BM               | コフィー・アナン、ディニス・セングラーネ                   |
|                            | 99   | クレジットカード                             | アラブ首長国連邦 | 2009年 | BBC       | BM               | マーヴィン・キング、ラツィ・ファキーフ                     |
|                            | 100  | ソーラーランプと充電器                       | 中国             | 2010年 | BBC       | BM               | ニコラス・スターン、アロカ・サーダー、ボニフェイス・ニャム |

## 特別編
2011年5月18日にラジオ4で番組『00のモノが語る世界の歴史』の特別編が初めて放送された。これはBBCのサイトに投稿された何千もの物の中から「特別に重要」として選ばれた物をとりあげた番組である。番組特別編に選ばれた物は、ピーター・ルイスが応募した、若い女性を描いた油絵であった。これはルイスの叔父ブライアン・ロバーツ所有のもので、ロバーツの恋人（後の妻）ペギー・ギャロップを写した写真はがきをもとに描かれた油絵であるが、実はロバーツが捕虜となってアウシュヴィッツに収容されていたときに、名も知らぬユダヤ人画家がロバーツのために描いてくれた油絵であった。

## アート・ファンド賞
大英博物館は、『100のモノが語る世界の歴史』番組への貢献が認められ2011年アート・ファンド賞を受賞した。式典は2011年6月15日ロンドンで開かれ、同賞は賞金10万ポンドと共に英文化・オリンピック・メディア・スポーツ担当閣内相ジェレミー・ハントから大英博物館に授与された。
同賞審査会の議長マイケル・ポーティロは、審査員は「大英博物館のプロジェクトにおける、真にグローバルな視点に特に感銘を受けた。これは知的厳格さとオープンな心を結びつけたもので、博物館の壁をはるかに超えたものであった」と述べている。審査員はまた、同プロジェクトがデジタルメディアを使った画期的な新手法でリスナーと双方向に影響を与え合った点も高く評価した。